# Imre Zachár
Imre Zachár (n. 11 mai 1890, Budapesta, Austro-Ungaria – d. 7 aprilie 1954, Budapesta, Republica Populară Ungară) a fost un jucător de polo pe apă ce a reprezentat Ungaria, medaliat olimpic. A participat la 2 ediții ale Jocurilor Olimpice (1908, 1912) în care a câștigat o medalie de argint.